# Kim Basinger
Kimila Ann Basinger (Athens, Georgia, 8 de diciembre de 1953), conocida como Kim Basinger, es una actriz, productora y modelo estadounidense, varias veces galardonada por su desempeño actoral y por su carrera como modelo.
Se convirtió en actriz de televisión a mediados de los años setenta y en actriz de cine a comienzos de los años ochenta, década durante la cual fue uno de sus principales símbolos sexuales. Participó en más de treinta películas, entre las que se encuentran éxitos de taquilla como Nunca digas nunca jamás, Nueve semanas y media, Fool for Love y Batman. Su actuación en el filme L.A. Confidential la hizo acreedora de diversos galardones, entre ellos un Óscar, un Globo de Oro y un premio del Sindicato de Actores.
Basinger se casó dos veces. La primera de ellas en 1980 con el maquillador Ron Snyder, del que se divorció nueve años después. Posteriormente, en 1993, con el también actor Alec Baldwin, padre de su hija, Ireland Eliesse, y de quien se separó en 2002.

## Biografía

### 1953-1975: infancia e inicios como modelo

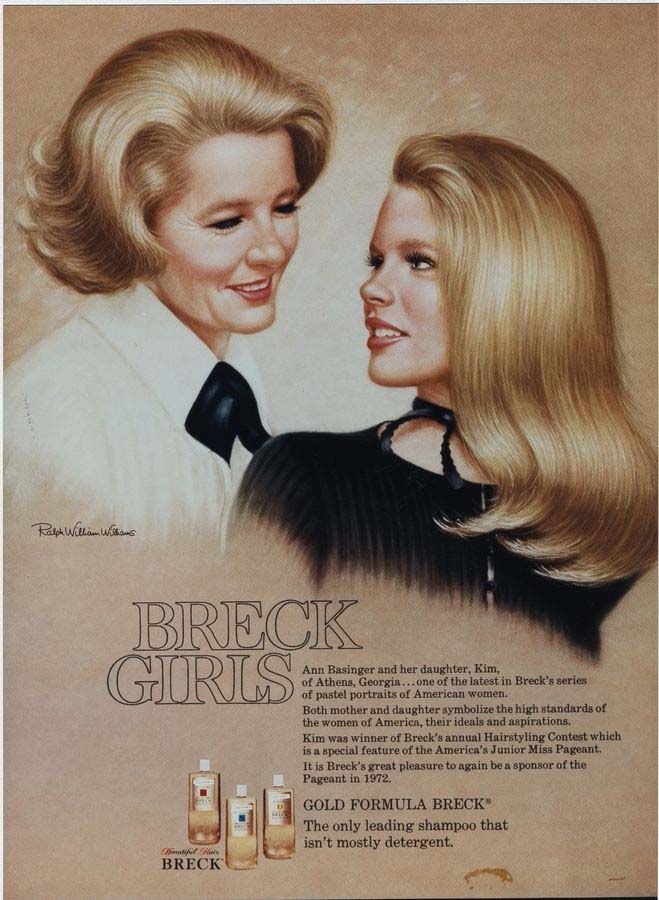
Basinger, modelo de Breck Shampoo con su madre en 1972

Basinger nació en Athens (Georgia), el 8 de diciembre de 1953. Su madre, Ann Lee (nombre de soltera Cordell; 1925-2017), era modelo, actriz y nadadora, que apareció en diferentes películas de sirenas de Esther Williams. su padre, Donald Wade Basinger (1923-2016), fue músico de big band y administrador de banca. Cuando estuvo en la Segunda Guerra Mundial, desembarcó en Normandía en el Día D. Era la tercera de cinco hermanos, con dos mayores, Skip (n. 1950) y Mick (n. 1951), y dos hermanas menores, Barbara (n. 1956) y Ashley (n. 1959). Los ancestros de Basinger se remontan a inmigrantes británicos, escoceses y alemanes. Fue criada en un entorno del metodismo religioso. Basinger se describía a sí misma como una niña extremadamente tímida. Los padres estuvieron casados desde 1948 a 2016, pero se separaron en 1980 y Kim no tuvo contacto con su padre durante 36 años.
A partir de mediados de la década de 1990, Basinger se separó de su madre, Ann, y de todos menos uno de sus cuatro hermanos. Su padre Don y su hermana menor Ashley fueron los únicos miembros de la familia invitados a su segunda boda en 1993, y los únicos miembros de la familia a los que agradeció en su discurso de aceptación en los Premios de la Academia en 1998. Basinger todavía estaba separada de su madre en 2002. Sin embargo, parecían haberse reconciliado en 2015, cuando Ann le dijo a RadarOnline en una entrevista exclusiva que Kim regresaría a Georgia para Navidad.
Ella ha dicho que su timidez era tan extrema que se desmayaba si le pedían que hablara en clase. Basinger comenzó a practicar ballet desde los tres años hasta su pubertad. Pero en la adolescencia, consiguió entrar en el equipo de las cheerleaders de su instituto. A los 17 años, participó en el Concurso de belleza de la America's Junior Miss Scholarship, ganando el título en su pueblo y siendo nombrada Miss Athens Junior. Aunque no ganó el concurso a nivel estatal, su belleza fue perfilada en el programa nacional.  Había competido a nivel estatal por la Beca Breck (empresa de higiene personal) y apareció en un anuncio de Breck en un retrato conjunto con su madre.
Basinger aceptó un contrato como modelo para la Ford Modeling Agency, pero siguió empeñada en estudiar interpretación y canto en la Universidad de Georgia. Pronto lo reconsideró y se fue a Nueva York para convertirse en modelo de Ford. A pesar de ir ganando 1,000 dólares al día, Basinger nunca disfrutó como modelo. Comentó en una entrevista: «Fue muy difícil pasar de una reserva a otra y tener que lidiar siempre con mi apariencia. No pude soportarlo. Me sentí asfixiada». Basinger dijo que incluso como modelo, cuando otros disfrutaban mirarse en el espejo antes de aparecer, ella lo aborrecía y evitaba los espejos por inseguridad. No mucho después de su acuerdo con Ford, Basinger empezó a ser la portada de muchas revistas. También fue la chica de la portada del álbum de debut de la banda Survivor. Apareció en centenares de anuncios de la década de los 70, sobre todo como chica de los anuncios de Breck Shampoo. A la vez, alternaba su carrera de modelo con clases de interpretación en Neighborhood Playhouse, así como también actuaba en clubs de Greenwich Village como cantante. Basinger también fue alumna de la William Esper Studio en Manhattan, Nueva York.

### 1976-1982: primeros papeles

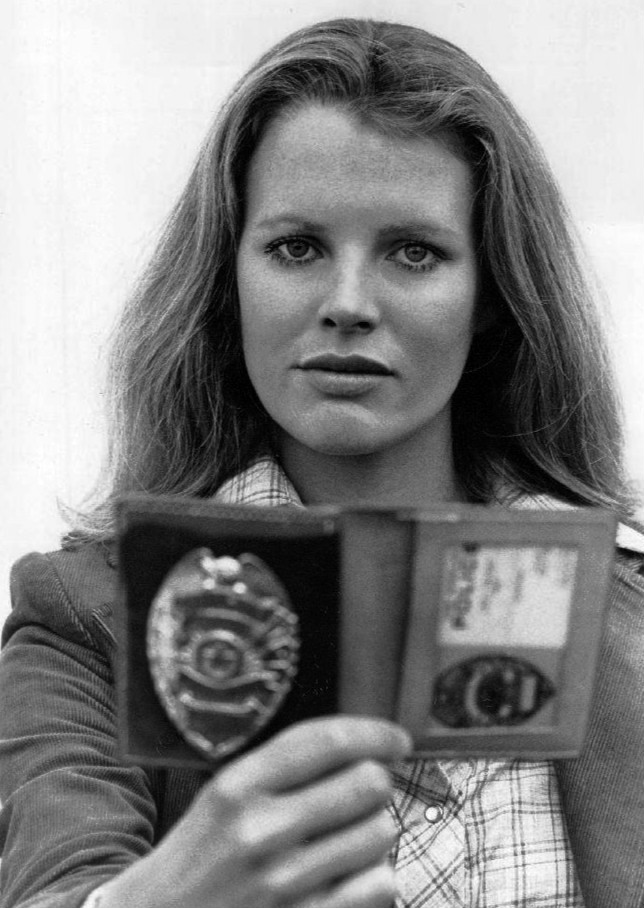
Basinger como la oficial J.Z. Kane en la serie de ABC Dog and Cat (1977)

En 1976, después de cuatro años, Basinger dejó su carrera de modelo y se trasladó a Los Ángeles para relanzar su carrera de actriz. Hizo apariciones en series de televisión como McMillan & Wife y Los ángeles de Charlie, rechazando un papel regular en la última serie que finalmente fue para Cheryl Ladd. Su primer papel principal para un telefilm fue Katie: Portrait of a Centerfold (1978), en el que interpretó a una chica de pueblo que va a Hollywood para convertirse en actriz y termina convirtiéndose en la famosa página central de una revista para hombres. En 1979, acompañó a Natalie Wood, William Devane y Steve Railsback en el remake miniserie de De aquí a la eternidad (From Here to Eternity), retomando su papel de la prostituta Lorene Rogers en un spin-off de 13 episodios que se emitió en 1980. En 1981, Basinger apareció desnuda en Playboy, e hizo su debut cinematográfico en el drama rural muy bien recibido por la crítica pero poco visto La ambición de Jodie Palmer (Hard Country), dirigida por David Greene a la que le siguió la película protagonizada y dirigida por Charlton Heston en Duelo en las profundidades (Mother Lode) (1982).

### 1982-1989: Salto al estrellato
Su sesión de fotografía de 1981 en Playboy no se publicó hasta 1983, cuando Basinger estaba promocionando su papel de chica Bond Domino Petachi en Nunca digas nunca jamás (Never Say Never Again) (1983) con Sean Connery. En su crítica sobre la película, Gary Arnold de The Washington Post dijo de Basinger que «parece la hermana voluptuosa de Liv Ullmann y tiene algo especial». En todo el mundo, Never Say Never Again recaudó 160 millones de dólares. Basinger reconoció que la publicación posterior de Playboy le ayudó a tener  más oportunidades, como su papel en el drama de Barry Levinson El mejor (The Natural) (1984), junto a Robert Redford, por la que consiguió una nominación a los Globos de Oro a la mejor actriz de reparto.
Blake Edwards la escogió en dos ocasiones para sus películas. En la primera, hace el papel de bella esposa de un millonario en Mis problemas con las mujeres (The Man Who Loved Women) (1983), y en la segunda, la de una chica tímida con problemas con el alcohol en Nadine (Blind Date ) (1987). Robert Altman también escogió a Basinger en el papel de una mujer que se esconde de su antiguo amante en un viejo motel en Loco por amor (Fool for Love) (1985). 
Uno de sus papeles más icónicos llegó en 1986, cuando Basinger protagoniza a una trabajadora de una galería de arte de Nueva York que tienen un intenso romance con un misterioso broker de Wall Street (Mickey Rourke) en la polémica drama erótico de Adrian Lyne Nueve semanas y media (9½ Weeks). Aunque la película fracasó en la taquilla en Estados Unidos, gozó de una espectacular popularidad en Europa, especialmente en Francia, y adquirió una gran base de aficionados estadounidenses en video doméstico y cable. Roger Ebert alabó la película, comparándola con El último tango en París, y comento de Basinger que «ayuda a desarrollar una tensión erótica [...] que es convincente, complicada y sensual».
El director Robert Benton la escogió como embarazada en problemas en Nadine (1987). Si bien la mayoría de las películas que protagonizó Basinger durante este período se estrenaron con diversos grados de éxito, ayudaron a consolidarla como actriz. Con más de 400 millones recaudados en taquilla, su mayor éxito fue su participación en el Batman de Tim Burton, en el que Basinger hace el papel de la periodista Vicki Vale, junto a Michael Keaton (Batman) y Jack Nicholson (Joker). Basinger reescribió el tercer acto de la película con el productor Jon Peters con quien estaba teniendo un romance. The Hollywood Reporter, en su original crítica, comentó que «la singularidad y el alma misma de la película [...] se logra a través de las interpretaciones bellamente definidas e inquisitivas de Michael Keaton como Bruce Wayne y Kim Basinger como Vicki Vale».

### 1990-2000: relación con Baldwin y el premio Óscar

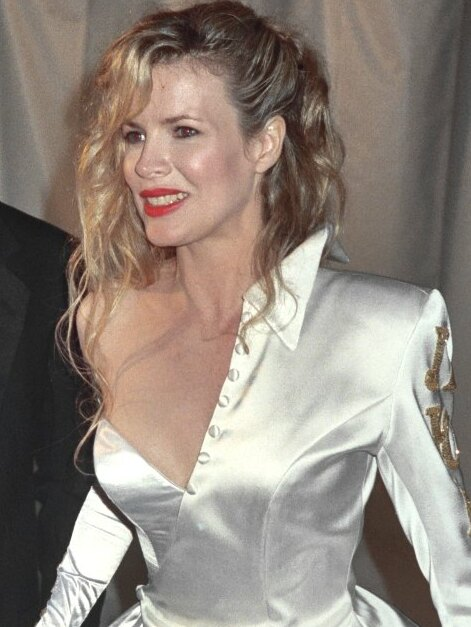
Basinger en 1990.

Después del éxito de Batman, Basinger interpretó a una glamurosa cantante, junto a Alec Baldwin, en la comedia en The Marrying Man (1991), y junto a Richard Gere y Uma Thurman, en la mujer romántica envuelta en un trío amoroso con su hermana y un psiquiatra en el neo-noir Análisis final (Final Analysis) (1992). Ambas películas tuvieron un éxito moderado de taquilla.
En 1993, Basinger encarnó el papel de una mujer que escapa de una prisión en el film Extremadamente peligrosa, y participó en la comedia Wayne's World 2. Ese mismo año, protagonizó el anuncio de Freixenet. Kim salía cantando As Time Goes By y deseando felices fiestas a los españolesy también protagonizó el videoclip del tema Mary Jane's Last Dance, del grupo Tom Petty and the Heartbreakers. En 1994, se volvió a unir profesionalmente con Baldwin en el thriller The Getaway, en el que interpreta a la mujer del ladrón, y colaboró con el director Robert Altman en la comedia Prêt-à-Porter, interpretando a una reportera tonta y explosiva. En medio de problemas financieros, Basinger hizo una pausa en la pantalla a mediados de la década de 1990.
La reaparición de Basinger llegó en 1997 cuando el director Curtis Hanson la escogió para el neo-noir L.A. Confidential junto a Guy Pearce y Russell Crowe. Inicialmente rechazó la película dos veces, sintiendo inseguridad al volver a la pantalla y disfrutar de la maternidad. The Washington Post comentó de Basinger que «exuda una especie de sensualidad casta», en la que Roger Ebert la describe como «uno de los mejores filmes del año». El papel le valió el Óscar a la mejor actriz de reparto, así como el Globo de Oro a la mejor actriz de reparto y el Premio del Sindicato de Actores a la mejor actriz de reparto, así como la nominación a los Premios BAFTA en la misma categoría. Tiene la distinción de ser la única actriz que posó desnuda en Playboy y ganó un Premio de la Academia. En una entrevista de 2000 con Charlie Rose, dijo que L.A. Confidential y su siguiente película, I Dreamed of Africa (2000), fueron los dos proyectos más placenteros de su carrera.

### 2000-...: Basinger en elsigloXXI
De hecho, en I Dreamed of Africa, Basinger interpretaba a la escritora y medioambientalista Kuki Gallmann, con Vincent Pérez, al que calificó como el «actor más increíble con el que he trabajado». El film fue descrito por ella como una «proyecto apasionante» y que según dijo e n una entrevista en UrbanCinefile que «lloró durante horas» cuando dejó Kenia. Con un presupuesto de 50 millones, I Dreamed of Africa tan solo consiguió 14 millones de dólares en taquilla.
Curtis Hanson la volvió a llamar, en este caso, para el papel de la madre alcohólica del aspirante a rapero en 8 Mile (2002), junto a Eminem y Brittany Murphy. La película apareció en muchas listas de los diez primeros del año, y en su reseña, Roger Ebert afirmó: «Ha habido críticas a Kim Basinger, de quien se dice que es demasiado atractiva e incluso glamorosa para interpretar a la madre de [Eminem], pero [...] Su actuación encuentra la nota justa entre el amor y la exasperación. No puede ser fácil vivir con este hosco descontento, cuyo rostro sólo se ilumina cuando ve a su hermanita». 8 Mile fue un auténtico éxito mundial, recaudando 242 millones de dólares en todo el mundo.
Su siguiente papel fue el de la esposa de un escritor de literatura infantil con Jeff Bridges y Jon Foster en The Door in the Floor (2004), un drama con una trama sexual muy fuerte basada en la obra A Widow for One Year de John Irving. La película encontró una audiencia limitada en los cines, pero en su reseña, Peter Travers de Rolling Stone, consideró que «la belleza embrujada de Basinger arde en la memoria» y le tildó como «su mejor trabajo».
Basinger apareció en dos thrillers, Cellular (2004) y The Sentinel (2006). En Cellular, junto a Chris Evans y Jason Statham, interpretó a una adinerada profesora de biología de secundaria tomada como rehén en su casa. Entertainment Weekly consideró que «Basinger convierte a una mujer en peligro, asustada pero ingeniosa», y el film tuvo un éxito moderado. En The Sentinel, Basinger encarna a la Primera Dama de los Estados Unidos, junto a Michael Douglas, Kiefer Sutherland y Eva Longoria. A pesar de que las críticas no fueron buenas, el film recaudó 78 millones de dólares.
Basinger protagonizó el debut de Guillermo Arriaga The Burning Plain (2008), donde protagoniza la mujer con problemas maritales. Comparten cartel con ella Charlize Theron y Jennifer Lawrence. Aunque la película contó con una distribución muy limitada, The Telegraph, en su crítica escribió: «Arriaga une los hilos de su narrativa con gran experiencia [y] su trabajo se ve facilitado por las grandes actuaciones de tres actrices: Theron y Basinger, quienes parecen carreras certificadas para la temporada de premios del próximo año, y Jennifer Lawrence como la hija adolescente de Basinger».
En 2008, Basinger produjo y protagonizó el thriller independiente Perseguida (While She Was Out), como un ama de casa suburbana que se ve obligada a valerse por sí misma cuando queda atrapada en un bosque desolado con cuatro matones asesinos.Otra película con una distribución limitada en los cines aunque L.A. Weekly describe el film como una «historia de venganza femenina sorprendentemente agradable» y calificó la actuación de Basinger como «de primer nivel». Si siguiente film, The Informers (2009), escrita por Bret Easton Ellis. En ella, Basinger protagoniza a una mujer deprimida interpretó a la esposa crónicamente deprimida de un ejecutivo cinematográfico hastiado (Billy Bob Thornton).
Basinger hizo el papel en 2010 de la madre de un joven (Zac Efron) que hace una promesa a su hermano muerto en el drama supernatural Charlie St. Cloud (2010), basada en el best-seller de 2004 The Death and Life of Charlie St. Cloud de Ben Sherwood.
Basinger volvió a África en su siguiente cinta, el drama de 2012 Black November, sobre una comunidad del Delta del Níger luchan por salvar su medio ambiente, que estaba siendo destruido por las excesivas perforaciones petroleras. Como parte de un elenco (que incluía a su coprotagonista de Nueve semanas y media, Mickey Rourke), interpretó el papel de una reportera secuestrada. Si bien la película tuvo un impacto significativo en su estreno, The Hollywood Reporter escribió: «No se deje engañar por los nombres de Mickey Rourke y Kim Basinger en la marquesina. A pesar de la tentadora perspectiva de una reunión de las estrellas de cierto drama erótico exitoso de la década de 1980, su presencia menor es en gran medida ajena a los procedimientos de [este] thriller exagerado y sermoneador».
Basinger interpretó el papel de esposa en dos películas de 2013: el drama independiente Third Person, con Liam Neeson y Olivia Wilde, y la comedia deportiva. Grudge Match, con Robert De Niro y Sylvester Stallone. El crítico Odie Henderson, al describir a Basinger en su reseña de esta última película, comentó que ella «luce impresionante a los 60 años y proporciona la única voz de la razón en la película». Posteriormente asumió el papel de madre en el drama independiente 4 Minute Mile (2014), así como el papel de una mujer que, después de un aborto espontáneo, emprende una peligrosa búsqueda para tener un hijo. En la producción igualmente independiente The 11th Hour (también 2014), que fue lanzada para VOD. IndieWire dijo que Basinger «hace lo que puede con el material [The 11th Hour], pero eso no es mucho». En 2016, tuvo un pequeño papel como una funcionaria corrupta de alto rango en la comedia de crimen The Nice Guys, junto a Russell Crowe y Ryan Gosling.
Basinger encarnó a Elena Lincoln, la socia y amante de Christian Grey, en la adaptación al cine de Cincuenta sombras más oscuras (2017), la secuela de la Cincuenta sombras de Grey. Dakota Johnson, su compañera de reparto, la describió como «una de las mejores personas con las que ha trabajado». A pesar de las críticas negativas, la película recaudó 381 millones de dólares en todo el mundo. Basinger reemprendió el mismo papel en la tercera secuela de 2018, Cincuenta sombras liberadas.

## Vida personal

### Relaciones sentimentales y matrimonios

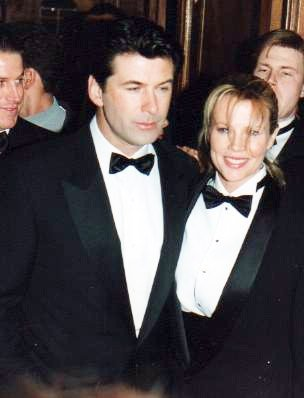
Alec Baldwin y Kim Basinger en la ceremonia de entrega de los premios César

Antes de ser famosa, Basinger salió con el modelo Tim Saunders, el fotógrafo Dale Robinette y el jugador de fútbol americano Joe Namath.
El 12 de octubre de 1980 se casó con el maquillador Ron Snyder-Britton, a quien conoció en el rodaje de Hard Country. Basinger desarrolló agorafobia ese mismo año, después de un ataque de pánico en una tienda naturista y estuvo confinada en casa durante seis meses. Snyder renunció a su trabajo durante el matrimonio y cambió su apellido a Britton después de que Basinger le pidiera que eligiera «algo con una B» para poder mantener las mismas iniciales cuando usara su nombre de casada. La pareja se divorció antes de las Navidades de 1989, después de que Basinger le pagara 9000 dólares mensuales por los ocho años. Britton escribió en sus memorias tituladas Longer Than Forever, publicadas en 1998, sobre su relación y los romances que la actriz tuvo con Richard Gere, con el que protagonizó en esa época Atrapados sin salida (1986) y Final Analysis (1992).
Mientras su proceso de divorcio estaba en marcha, Basinger tuvo relaciones con el peluquero/productor Jon Peters o el cantante Prince, que hizo el álbum de Batman. También tuvo affaires amorosos con el entrenador personal Phil Walsh y el diseñador Alexio Gandara.
En 1990, Basinger conoció al que sería su segundo marido, Alec Baldwin, que conoció a Ella siempre dice sí. Se casaron el 19 de agosto de 1993, y protagonizó con él en 1994 el remake de The Getaway. También aparecieron juntos en el episodio de Los Simpsons de 1998 When You Dish upon a Star, en el que Basinger corrige a Homer Simpson la pronunciación de su segundo nombre y que pulió de su estatuilla del Oscar. Basinger y Baldwin tuvieron una hija, Ireland, nacido el 23 de octubre de 1995. Se separaron a finales de 2000 y se acabaron divorciando el 3 de septiembre de 2002. En su libro de 2008, A Promise to Ourselves: A Journey Through Fatherhood and Divorce, Baldwin relató la polémica batalla de siete años por la custodia de su hija con Basinger después de su separación, sosteniendo que ella gastó más de 1,5 millones de dólares por negarle el acceso parental.
Después de su divorcio con Baldwin, Basinger se le relacionó románticamente con su compañero en 8 Millas (2002) Eminem, que el rapero insistentemente negó. No volvería a tener otro vínculo público hasta 2014, cuando comenzó a salir con Mitch Stone. Al igual que Snyder y Peters antes que él, Stone conoció a Basinger mientras le peinaban en el plató de una película. La pareja usa bandas doradas a juego y desde entonces se han mudado juntos.

### Problemas financieros
Algunos miembros de la familia recomendaron a Basinger comprar la mayor parte del terreno de propiedad privada en la pequeña ciudad de Braselton (Georgia), unos 1.691 acres en 1989, por 20 millones de dólares, para establecerlo como una atracción turística con estudios de cine y un festival de cine. Sin embargo, encontró dificultades financieras y comenzó a vender partes en 1995. La ciudad ahora es propiedad del desarrollador Wayne Mason. En una entrevista de 1998 con Barbara Walters, Basinger declaró que «nada bueno salió de esto», porque se produjo una ruptura dentro de su familia.
Las dificultades financieras de Basinger se exacerbaron cuando se retiró de la película Boxing Helena (1993), lo que resultó en que el estudio ganara una sentencia de 8,9 millones de dólares en su contra. Basinger se declaró en bancarrota y apeló la decisión ante un tribunal superior, que falló a su favor. El estudio y la actriz llegaron a un acuerdo por 3,8 millones de dólares.

### Veganismo
Kim Basinger es vegana desde los ocho años y activista por los derechos de los animales. Una de sus frases más conocidas al respecto es «Si pudieras sentir o ver el sufrimiento, no lo pensarías dos veces. Devuelve la vida. No comas carne».
Posee una estrella en el paseo de la fama de Hollywood.

## Filmografía
Cine
| Año  | Título en España                                      | Título original           | Director                | Personaje                     |
| ---- | ----------------------------------------------------- | ------------------------- | ----------------------- | ----------------------------- |
| 1980 | La ambición de Jodie Palmer                           | Hard Country              | David Greene            | Jodie Palmer                  |
| 1982 | Duelo en las profundidades                            | Mother Lode               | Charlton Heston         | Andrea Spalding               |
| 1983 | Nunca digas nunca jamás                               | Never Say Never Again     | Irvin Kershner          | Domino Petachi                |
| 1983 | Mis problemas con las mujeres                         | The Man Who Loved Women   | Blake Edwards           | Louise Carr                   |
| 1984 | El mejor                                              | The Natural               | Barry Levinson          | Memo Paris                    |
| 1985 | Loco por amor                                         | Fool for Love             | Robert Altman           | May                           |
| 1986 | Nueve semanas y media                                 | Nine 1/2 Weeks            | Adrian Lyne             | Elizabeth McGraw              |
| 1986 | Atrapados sin salida                                  | No Mercy                  | Richard Pearce          | Michel Duval                  |
| 1987 | Nadine                                                | Nadine                    | Robert Benton           | Nadine Hightower              |
| 1987 | Cita a ciegas                                         | Blind Date                | Blake Edwards           | Nadia Gates                   |
| 1988 | Mi novia es una extraterrestre                        | My Stepmother Is an Alien | Richard Benjamin        | Celeste Martin                |
| 1989 | Batman                                                | Batman                    | Tim Burton              | Vicki Vale                    |
| 1991 | Ella siempre dice sí                                  | The Marrying Man          | Jerry Rees              | Vicki Anderson                |
| 1992 | Análisis final                                        | Final Analysis            | Phil Joanou             | Heather Evans                 |
| 1992 | Una rubia entre dos mundos                            | Cool World                | Ralph Bakshi            | Holli Would                   |
| 1993 | Extremadamente peligrosa                              | The Real McCoy            | Russell Mulcahy         | Karen McCoy                   |
| 1993 | El mundo de Wayne 2                                   | Wayne's World 2           | Stephen Surjik          | Honey Horneé                  |
| 1994 | La huida                                              | The Getaway               | Roger Donaldson         | Carol McCoy                   |
| 1994 | Prêt-à-Porter                                         | Prêt-à-Porter             | Robert Altman           | Kitty Potter                  |
| 1997 | L.A. Confidential                                     | L.A. Confidential         | Curtis Hanson           | Lynn Bracken                  |
| 2000 | Hija de la luz (Hispanoamérica) La bendición (España) | Bless The Child           | Chuck Russell           | Maggie O'Connor               |
| 2000 | Soñé con África                                       | I Dreamed of Africa       | Hugh Hudson             | Kuki Gallmann                 |
| 2002 | Relaciones confidenciales                             | People I Know             | Dan Algrant             | Victoria Gray                 |
| 2002 | 8 millas                                              | 8 Mile                    | Curtis Hanson           | Stephanie Smith               |
| 2004 | Cellular                                              | Cellular                  | David R. Ellis          | Jessica Martin                |
| 2004 | Love me tender                                        | Love me tender            | Joel Zwick              | Harmony Jones                 |
| 2004 | Una mujer difícil                                     | The Door in the Floor     | Tod Williams            | Marion Cole                   |
| 2006 | La sombra de la sospecha                              | The Sentinel              | Clark Johnson           | Primera dama Sarah Ballentine |
| 2006 | La apuesta perfecta                                   | Even Money                | Mark Rydell             | Carolyn Carver                |
| 2008 | Los confidentes                                       | The Informers             | Gregor Jordan           | Laura Sloan                   |
| 2008 | Lejos de la tierra quemada                            | The Burning Plain         | Guillermo Arriaga       | Gina                          |
| 2008 | Perseguida                                            | While She Was Out         | Susan Montford          | Della Myers                   |
| 2010 | Siempre a mi lado                                     | Charlie St. Cloud         | Burr Steers             | Claire St. Cloud              |
| 2012 | Black November                                        | Black November            | Jeta Amata              | Kristy Maine                  |
| 2013 | La gran revancha                                      | Grudge Match              | Peter Segal             | Sally Rose                    |
| 2013 | En tercera persona                                    | Third Person              | Paul Haggis             | Elaine                        |
| 2014 | I Am Here                                             | I Am Here                 | Anders Morgenthaler     | Maria                         |
| 2014 | One Square Mile                                       | One Square Mile           | Charles-Olivier Michaud | Claire Jacobs                 |
| 2016 | Dos buenos tipos                                      | The Nice Guys             | Shane Black             | Judith Kuttner                |
| 2017 | Cincuenta sombras más oscuras                         | Fifty Shades Darker       | James Foley             | Elena Lincoln                 |
| 2018 | Cincuenta sombras liberadas                           | Fifty Shades Freed        | James Foley             | Elena Lincoln                 |

Televisión
| Año  | Título en España                          | Título original                 | Director              | Personaje         | Notas                                               |
| ---- | ----------------------------------------- | ------------------------------- | --------------------- | ----------------- | --------------------------------------------------- |
| 1976 | El hombre invisible                       | Gemini Man                      |                       | Sheila            | Serie de TV (Episodio: «Night Train to Dallas»)     |
| 1976 | Los Ángeles de Charlie                    | Charlie's Angels                |                       | Linda Oliver      | Serie de TV (Episodio: «Angels in Chains»)          |
| 1977 | McMillan y esposa                         | McMillan & Wife                 |                       | Janet Carney      | Serie de TV (Episodio: «Dark Sunrise»)              |
| 1977 | El hombre de los seis millones de dólares | The Six Million Dollar Man      |                       | Lorraine Stenger  | Serie de TV (Episodio: «The Ultimae Imposter»)      |
| 1977 | Dog and cat                               | Dog and cat                     |                       | Oficial C.J Kane  | 7 episodios                                         |
| 1978 | El fantasma del vuelo 401                 | The Ghost of Flight 401         | Steven Hilliard Stern | Prissy Frasier    | Película de TV                                      |
| 1978 | Katie: Retrato de una modelo de portada   | Katie: Portrait of a Centerfold | Robert Greenwald      | Katie McEvera     | Película de TV                                      |
| 1978 | Las Vegas                                 | Las Vegas                       |                       | Allison Jorden    | Serie de TV (Episodio: «Lady Ice»)                  |
| 1979 | De aquí a la eternidad                    | From Here to Eternity           |                       | Lorene Rogers     | Miniserie de TV                                     |
| 1980 | De aquí a la eternidad                    | From Here to Eternity           |                       | Lorene Rogers     | 11 episodios                                        |
| 1981 | ¿Quién mató a Joy Morgan?                 | Killjoy                         | John Llewellyn Moxey  | Laurie Medford    | Película de TV                                      |
| 1998 | Los Simpsons                              | The Simpsons                    |                       | Ella misma        | Serie de TV (Episodio: «When you wish upon a star») |
| 2006 | El secreto de la sirena                   | The Mermaid Chair               | Steven Schachter      | Jessie Sullivan   | Película de TV                                      |
| 2017 | Comrade Detective                         | Comrade Detective               |                       | Sally Smith (voz) | Serie de TV (Episodio: «The Invisible Hand»)        |

## Premios y distinciones
Premios Óscar
| Año  | Categoría               | Película           | Resultado |
| ---- | ----------------------- | ------------------ | --------- |
| 1998 | Mejor actriz de reparto | L. A. Confidential | Ganadora  |

Premios Globo de Oro
| Año  | Categoría               | Película           | Resultado |
| ---- | ----------------------- | ------------------ | --------- |
| 1985 | Mejor actriz de reparto | El mejor           | Nominada  |
| 1998 | Mejor actriz de reparto | L. A. Confidential | Ganadora  |

Premios BAFTA
| Año  | Categoría               | Película           | Resultado |
| ---- | ----------------------- | ------------------ | --------- |
| 1998 | Mejor actriz de reparto | L. A. Confidential | Nominada  |

Premios del Sindicato de Actores
| Año  | Categoría               | Película           | Resultado |
| ---- | ----------------------- | ------------------ | --------- |
| 1997 | Mejor reparto           | L. A. Confidential | Nominado  |
| 1997 | Mejor actriz de reparto | L. A. Confidential | Ganadora  |